# Eriophorum sorensenii
Eriophorum sorensenii — вид трав'янистих рослин родини осокові (Cyperáceae). В основному це американський арктичний вид, що тягнеться від Аляски в східному напрямку по всій Канаді й пн. Ґренландії до архіпелагу Шпіцберген.

## Таксономічні примітки
Є кілька гібридних видів прийнятих в межах роду Eriophorum. E. medium є одним з найбільш поширених і добре відомих у Північній Європі. Під час досліджень Eriophorum на північному заході Північної Америки Elven & Murray (in prep.) знайшли, що можна легко відрізнити родючі види й майже або повністю стерильні гібриди. Тільки один передбачувано родючий вид був виявлений у всіх матеріалах з Аляски і Юкона (E. sorensenii, Peard Bay, Alaska). The Plant List (http://www.theplantlist.org/ [Архівовано 23 травня 2019 у Wayback Machine.]) синонімізує Е. rousseauianum і Е. sorensenii з першою назвою як пріоритетною. Це справедливо тільки якщо E. angustifolium і E. triste вважати одним видом, якщо ж ні — пріоритетною назвою буде E. sorensenii.
Резон для прийняття Eriophorum х sorensenii як виду є досвід роботи з ним на Шпіцбергені й у Канаді, де він часто трапляється за відсутності одного або, іноді, обох його передбачуваних батьків. Крім того, Eriophorum х sorensenii морфологічно однорідний і виробляє життєздатний пилок. Він може відтворюватися статевим шляхом, а також ефективно вегетативно.

## Опис
Це багаторічна трав'яниста рослини, яка формує килими, завдяки великій горизонтальній системі довгих, тонких, розгалужених кореневищ з червонувато-коричневого кольору лускатим листям. Кореневищні гілки довжиною 3–7 см між повітряними пагонами. Стебла 7–18 см завдовжки. Прикореневі листки 5–15 см завдовжки й шириною 0.8–1.2 мм, гладкі. Стебла з 1–2 листками вище базальних, самий верхній — з приплющеною піхвою 1.5–2.5 см завдовжки з напівпрозорими краями (без червоних клітин, як у E. scheuchzeri) і з пластиною 1–2 см завдовжки з 5–7 жилками.
Суцвіття — щільне скупчення (як на початку, так і в кінці сезону) з 1–3 від довгастих до кулястих колосків, бічні колоски менші, ніж центральний. Центральний колосок 1.3–1.5 × 0.9–1.2 см до плодової стадії і довжиною до 2–2.3 см в плодовій стадії, огорнений 1–3 приквітками з (5)7(9) виразними жилками з темно-оливково-сірою середньою частиною й вузьким, світло-сірим напівпрозорим краєм без червоних клітин. Колоски сидячі або майже сидячі з дуже короткими квітконосами з короткими жорсткими волосками. Кожна квітка огорнена трикутною, від тупої в підгострої лускою з тьмяно-сірою середньо частиною (без червоних клітин). Нижні луски зазвичай з блискучим, сріблясто-білим напівпрозорим краєм, верхні лусочки з сірим краєм. Квіти двостатеві, мають 3 тичинки з короткими пиляками, 1.0–1.5 мм і 1-насінний гінецей. Тичинки і гінецей оточені кільцем волосків (трансформовані пелюстки), прикріплені до основи гінецея й сильно подовжені як шерсть білого кольору на стадії плодоношення.

## Відтворення
Ймовірно, статеве розмноження насінням; ефективне локальне вегетативне розмноження за допомогою кореневищ. Вітрозапильний вид. Пиляки й пилок розвиваються добре. Горіхи, здається, дозрівають у деякі роки. Горіхи ефективно поширюється вітром. Поширення фрагментів кореневищ птахами або водою можливе.

## Поширення
В основному це американський арктичний вид, що тягнеться від Аляски в східному напрямку по всій Канаді й пн. Ґренландії до архіпелагу Шпіцберген.
Eriophorum sorensenii населяє аналогічні місця, що й E. triste, тобто неглибокі болота й болота на вапняній землі, але іноді й в мохових тундри, завжди на постійно вологих чи мокрих дрібнозернистих субстратах.